# Glasblazen

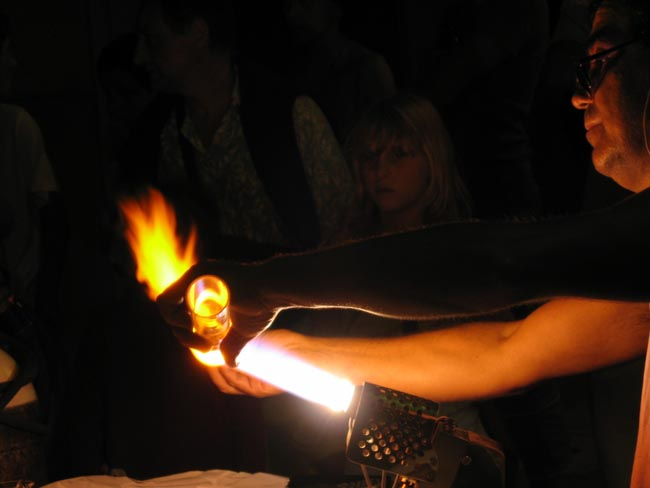
Glasblazer aan het werk

Glasblazen is het vervaardigen van glazen voorwerpen door lucht te blazen in glas dat naar een hoge temperatuur verhit is zodat het dikvloeibaar is, oftewel de smeltfase van glas. Het is een techniek die veel geduld en aanleg vereist. Het wordt uitgevoerd door glasblazers die daarvoor zijn opgeleid.

## Geschiedenis

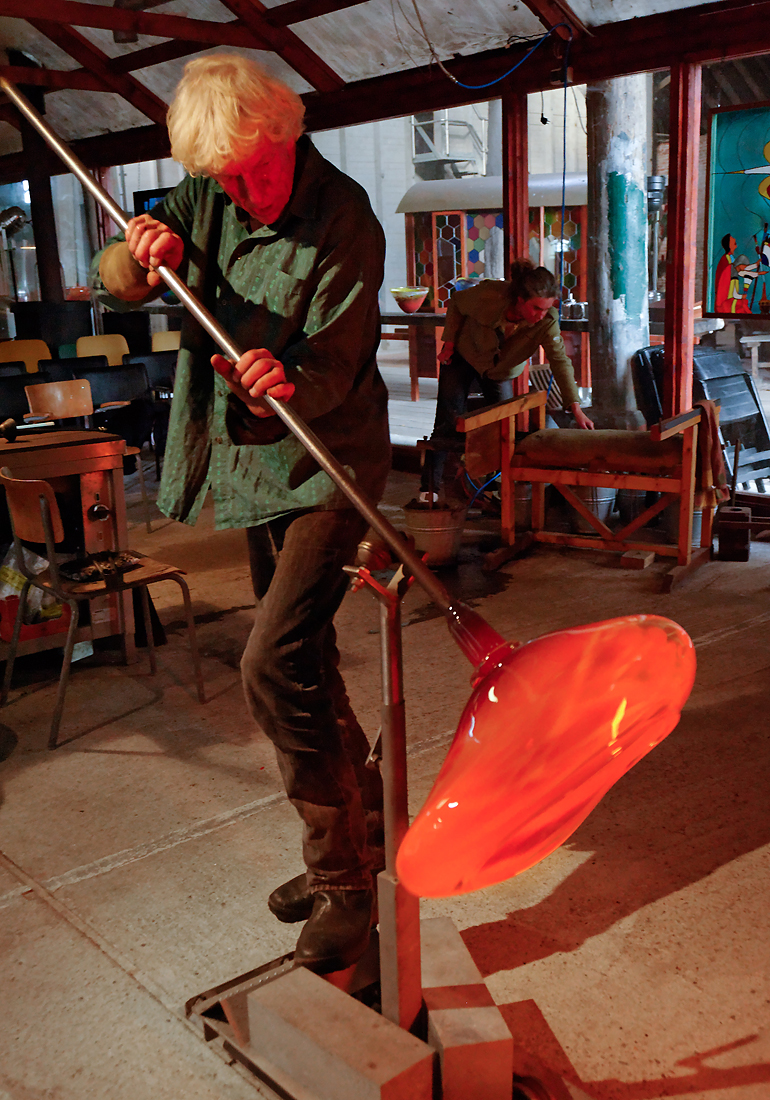
Nederlandse glasblazer met smelt van glas tijdens het glasblaasproces.

In Mesopotamië is glas gevonden dat dateert uit circa 3500 jaar v.Chr. De glasmakerij verdween in het Oude Egypte en kwam later tot bloei in Syrië en Mesopotamië. Rond het begin van onze jaartelling hadden de Syriërs (Arameeërs of Feniciërs) de blaaspijp uitgevonden en waren ze erin geslaagd om de componenten zand, kalk en soda tot een vloeibare massa te smelten en zodoende door middel van de blaaspijp glas te maken. De Syriërs ontwikkelden de glasblaaskunst. Sindsdien heeft het principe nauwelijks meer veranderingen ondergaan.
De Romeinen hebben de techniek van het glasblazen meegenomen naar hun rijk. Door middel van oorlogen en de verovering van het Byzantijnse Rijk hadden de Venetianen Syrische glasblazers krijgsgevangen gemaakt en meegenomen naar Venetië. Het glas uit die periode in Venetië had dan ook nog Byzantijnse invloeden. Daarna werd een wet van kracht dat in de glasblazerijen geen vreemde arbeidskrachten mochten werken. De Venetiaanse glasblazers mochten niet buiten hun gebied glas vervaardigen. Dat gold ook voor het eiland Murano. De overheid had voor het brandgevaar de ovens laten verplaatsen naar het eiland Murano. De glasblazers werden toch voor geldbedragen weggelokt naar de Noordelijke landen. De overheid trachtte dit tegen te gaan met de dreiging van de doodstraf. Toch zijn een aantal glasblazers ontsnapt van het eiland Murano, ze kwamen onder andere terecht in Antwerpen. Zij werkten voor kooplieden en vorsten en gingen het Venetiaanse glas namaken. Dat werd À la façon de Venise genoemd en was meestal minder verfijnd van techniek en ook wat minder helder dan het echte Venetiaanse glaswerk. Nagemaakt werden de Venetiaanse drinkglazen, waarvan de stam is versierd met uitsteeksels van soms ingewikkeld glaswerk. Dat wordt ook wel vleugelglas genoemd.

## Techniek

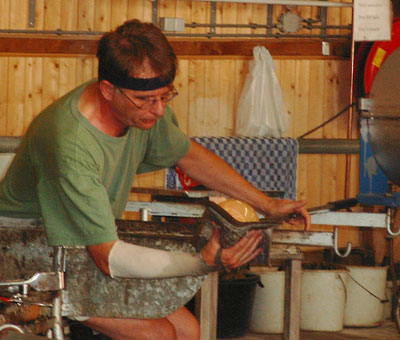
Glasblazen

Glasblazen aan een brander gebeurt door ronde glazen buizen in de vlam van een gasbrander te houden. Wanneer de temperatuur juist is zal het glas overgaan tot de smeltfase, waardoor het makkelijker te vervormen is. Dan blaast men lucht in de buis terwijl men regelmatig de buis blijft draaien.
Een andere wijze om glazen voorwerpen te maken is die van massieve glazen staven in een vlam te houden en dan bij de juiste temperatuur aan elkaar te vloeien.
Glasblazen aan de oven is een methode waarbij met een stalen pijp smeltglas van ongeveer 1130 °C uit een smeltkroes (pot) gehaald wordt, het zogenoemde keien. Door de pijp telkens rond te draaien en te vormen met een natte houten vorm (de klots) wordt het glas op de pijp gecentreerd. Door de pijp wordt lucht ingeblazen waardoor het object groeit. Door telkens meer glas te keien wordt de massa vergroot en kan de bel verder worden uitgeblazen. Met een natte krant kan, al rollend op de glasblazersstoel, de vorm van de vaas met de hand worden aangebracht. Met een zogenoemde benenschaar wordt vervolgens een kerf vlak achter de pijp in de vorm gemaakt. Op dit punt moet de vorm later van de pijp breken. Als de vorm klaar is wordt door een assistent met een klein stukje heet glas een stalen staf (pontil) tegen de bodem gekleefd. De glasblazer koelt de kerf met wat water zodat plaatselijk kleine scheurtjes ontstaan. Met een tik breekt de vorm ter plaatse van de kerf, zodat hij slechts nog wordt gedragen door de pontil. Dit heet overnemen van het stuk. Waar het stuk aan de pijp zat is nu een gat. Door inwarmen in een oven op 1200 °C wordt het materiaal weer zacht en kan de opening worden afgewerkt. Als het model klaar is wordt het van de pontil afgetikt en gaat het in de koeloven. Hierin wordt doorgaans in 24 uur beginnend bij 510 °C het glas langzaam gekoeld zodat het materiaal spanningsvrij is en niet meer spontaan kapot kan springen. Het breukvlak van de pontil wordt later weggeslepen en wordt het standvlak van het object.

## Glasfabrieken en glasblazerijen
- In de glasfabriek in Leerdam wordt machinaal geblazen voor de industrie. Er was ook een kleine afdeling waar nog handmatig werd geblazen. Hier werden prachtige en kostbare voorwerpen gemaakt. In de kristalwinkel op het fabrieksterrein waren ontwerpen van bijvoorbeeld Andries Copier te zien.
- Royal Leerdam Crystal in Leerdam
- Nieuw-Buiner Glasfabrieken in Nieuw-Buinen
- Van Tetterode Glas in Amsterdam
- De Glasblazerij in Leerdam
- Hot Marks Glasblazerij in Ootmarsum
- Glasblazerij Glass & Art in Ravenstein
- Glasblazerij De Oude Horn in Acquoy
- Glasblazerij Old Ambt in Bad Nieuweschans
- In Kortrijk-Dutsel gelegen in de provincie Vlaams-Brabant bevindt zich de glasblazerij Theys & Miseur die Belgisch artistiek glaswerk vertegenwoordigt over de ganse wereld. Hier werken de meesterglasblazers Daniël Theys en Chris Miseur.
- In Seraing gelegen in de agglomeratie van Luik staat de kristalfabriek van Val-Saint-Lambert, met inbegrip van een bezoekerscentrum. Ook in Seraing bevindt zich het atelier van de meesterglasblazer Louis Leloup die zijn carrière begon bij Val-Saint-Lambert en nu een museum heeft in Kyoto (Japan).
- Biot in Zuid-Frankrijk is bekend om zijn glasblazerijen.
- Murano in Noord-Italië staat bekend om zijn zuiver kristal en de verfijnde technieken die de glasblazers er gebruiken. Hier komt het Venetiaans glaswerk vandaan.

## Glasmusea en collecties
- Nationaal Glasmuseum in Leerdam
- Museum Jan van der Togt in Amstelveen
- De Glasblazerij in Leerdam
- Glasblazerij Gerardo Cardinale in Vaals
- Murano bij Venetië
- Museum Grand Curtius in Luik.
- Hot Marks Glasblazerij in Ootmarsum
- Glasmuseum Veenhuizen Cees van Olst in Veenhuizen (Drenthe)
- Het GlazenHuis in Lommel

## Opleiding
- Het Instituut voor Kunst en Ambacht, “Ika” Veemarkt 39 in Mechelen vormde de bakermat voor de hedendaagse Vlaamse glaskunst. In de opleiding glaskunst worden naast glasblazen nog andere technieken zoals vormsmelten, pâte de verre, glasfusing, slumping en zandstralen onderwezen. Huidige docenten zijn de kunstenaars Sandra De Clerck en Katrijn Schatteman, Jeroen Heerwegh. Daarnaast worden regelmatig buitenlandse gastdocenten uitgenodigd.
- De Leidse Instrumentenmakersschool geeft een technische opleiding in het laboratoriumglaswerk.